# فرانسيسكو دييز كانسيكو
فرانسيسكو دييز كانسيكو (بالإسبانية: Francisco Diez Canseco Corbacho)‏ (و. 1821 – 1884 م) هو سياسي، وضابط من بيرو ولد في أريكويبا.